# Wołodymyr Płoskyna
Wołodymyr Iwanowycz Płoskyna (ukr. Володимир Іванович Плоскина, ros. Владимир Иванович Плоскина, Władimir Iwanowicz Płoskina; ur. 25 maja 1954 w Czynadajewe, w obwodzie zakarpackim, Ukraińska SRR, zm. 10 maja 2010 w Doniecku) – ukraiński piłkarz, grający na pozycji obrońcy lub pomocnika, a wcześniej napastnika, trener piłkarski.

## Kariera piłkarska

### Kariera klubowa
Wychowanek Szkoły Piłkarskiej w Czynadajewe. Pierwszy trener I.M.Sztepa. Jako junior występował w drużynach Karpaty Mukaczewo i Howerła Użhorod. W 1971 rozpoczął karierę piłkarską w drużynie rezerwowej Dynama Kijów. W końcu 1974 powrócił do Howerły Użhorod, skąd w lipcu 1975 przeszedł do Czornomorca Odessa, w którym występował przez 14 lat. Był etatowym wykonawcą karnych Czornomorca, ustanowił rekord w historii Wyższej Ligi ZSRR, realizując kolejne 23 karne. W 1988 zakończył karierę piłkarską.

## Kariera trenerska
Po zakończeniu kariery piłkarskiej rozpoczął karierę trenerską. Najpierw pomagał trenować Czornomoreć Odessa, a potem pracował na stanowisku kierownika odeskiego klubu. W 1998 otrzymał propozycje szukać młode talenty dla Szachtara Donieck, a od sezonu 2003/04 kierował departamentem sportowym Szachtara. 10 maja 2010 zmarł po ciężkiej chorobie w wieku 56 lat.

## Sukcesy i odznaczenia

### Sukcesy klubowe
- mistrz Pierwszej Ligi ZSRR: 1987

### Odznaczenia
- nagrodzony tytułem Mistrza Sportu ZSRR: 1976